# Championnats d'Afrique de gymnastique aérobic 2014
Navigation
Pretoria 2012 Alger 2016
Les championnats d'Afrique de gymnastique aérobic 2014 se déroulent du 27 avril au 2 mai 2014 à Walvis Bay, en Namibie. Cette édition est organisée conjointement avec les Championnats d'Afrique de trampoline 2014. La compétition devait initialement se dérouler en Égypte mais a dû être délocalisée après le coup d'État de 2013 en Égypte.

## Médaillés
| Épreuve     | Or                                                                      | Argent                                  | Bronze                 |
| ----------- | ----------------------------------------------------------------------- | --------------------------------------- | ---------------------- |
| Équipes     | Afrique du Sud- Wilson Tlhakiso Mafona - Happy Ledwaba - Dominique Mann | Algérie                                 | République du Congo    |
| Solo hommes | Wilson Tlhakiso Mafona (RSA)                                            | Gustany Massamba Mercia (CGO)           | Sofiane Sahraoui (ALG) |
| Solo femmes | Sihem Mansouri (ALG)                                                    | Dominique Mann (RSA)                    | Anuschka French (RSA)  |
| Duo mixte   | Afrique du Sud Wilson Tlhakiso Mafona Dominique Mann                    | Algérie Sihem Mansouri Sofiane Sahraoui | Non attribuée          |
| Trio mixte  | Afrique du Sud Terence Ledwaba Wilson Tlhakiso Mafona Dominique Mann    | Non attribuée                           | Non attribuée          |